# Kirchenthumbach
Kirchenthumbach är en köping (Markt) i Landkreis Neustadt an der Waldnaab i Regierungsbezirk Oberpfalz i förbundslandet Bayern i Tyskland.
Köpingen ingår i kommunalförbundet Kirchenthumbach tillsammans med kommunerna Schlammersdorf och Vorbach.